# Мараморошское воеводство
Воеводство Марамуреш (рум. Voievodatul Maramureșului) — средневековое политическое образование, занимавшее территорию современной области Мараморош. Просуществовало до конца XIV века, когда оно усилиями королей династии Анжу стало графством венгерской короны.
Внутренне Марамурешское воеводство представляло собой союз автономных образований, управляемых долиной, во главе с местными князьями, потомками евреев деревенского уезда, избранными общиной из крестьян. Должность воеводы Марамуреша также была выборной.

## История

### Зарождение
Его первое документальное упоминание датируется 1199 годом по случаю охоты короля Венгрии Эмерика. Название «королевский лес», которым он засвидетельствован в 13 веке, показывает, что до 1300 года эта земля не входила в состав Венгерского королевства, а находилась на его краю, и никакая власть не осуществлялась над этим государством.

### Расцвет и упадок
В XIV веке влияние князей и воевод Марамуреша распространялось по обе стороны Карпат: собственно Марамуреш и Молдову, — что объяснялось укреплением воеводата в верхнем бассейне Тисы, возрастанием его военного престижа, а также получением им некоторых привилегий в период междуцарствия — практически полного политического отделения от Венгрии и наделения при Ласло IV Куне дворянскими статусами воевод, чьё политическое влияние стало возрастать.
Летом 1308 года воевода «земли румын» предоставил Отто Виттельсбахскому, герцогу Верхней Баварии и претенденту на венгерский престол, убежище, после освобождения его из плена.
Давление, оказываемое на воеводство ещё Карлом Робертом, существенно усилилось при Людовике I Великом, намеревавшимся лишить землю автономии. Противники политики Анжуйской династии объединились под началом Богдана I, в 1349 году захватившего Марамурешские владения рода Драгоша из Чулешти. Тем не менее, вскоре последний, при поддержке короля, восстановил контроль над территорией.
Будучи в составе Венгрии, жители области участвовали в отражении польской интервенции под началом Казимира III, случившейся примерно в то же время, что и подчинение Драгошем Молдовы — 1359 год.
В 1360-х «известный предатель», как Людовик называл Богдана I, вновь предпринял попытку захватить воеводство, но, потерпев поражение, перешёл через горы в Молдову и, уже в результате удачного восстания, в 1365 году вынудил короля признать её независимой от Венгрии. Марамуреш же постепенно стал частью королевства.

## Воеводы
- Кодреа из Кампулунг (1320—1330);
- Богдан I (1330—1342; 1355—1359);

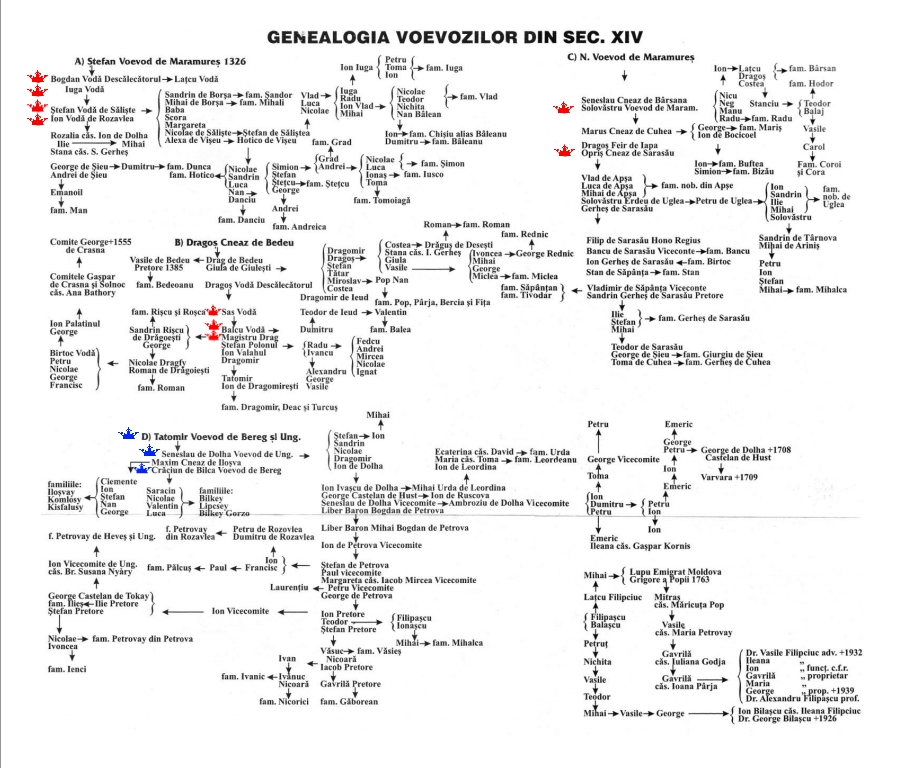
Генеалогическое древо

- Опреа из Сэпанца, сын Кодреи (1343—1345);
- Иоанн из Кухеа и Розавля, сыновья Юги (1345—1355);
- Стефан из Кухеа и Сэлиште, сыновья Юги (1359—1365);
- Сас (1365—1368);
- Балк (1368—1387; 1400—1402);
- Драг (1387—1400).